# Viktor Hantzsch
Gustav Robert Viktor Hantzsch (* 10. Mai 1868 in Dresden; † 12. November 1910 ebenda) war ein deutscher Geograph und Historiker.

## Familie
Viktor Hantzsch war der Sohn des Dresdner Heimatforschers und Lehrers Adolf Hantzsch (1841–1920) und dessen Frau Emma Hantzsch (1842–1889). Der Ornithologe und Polarforscher Bernhard Hantzsch (1875–1911) war eines seiner Geschwister. Johann Friedrich Jencke, Gründer der Taubstummenanstalt in Dresden, war ein Großonkel mütterlicherseits.
Hantzsch heiratete 1908 Ella Volkammer (1888–1943), aus der Ehe ging eine Tochter hervor.

## Leben
Nach einer Ausbildung zum Lehrer 1882 bis 1888 am Friedrichstädter Seminar in Dresden und mehrjähriger Tätigkeit als Hilfs- und Bürgerschullehrer in Cossebaude, Löbtau und Dresden nahm Hantzsch 1892 ein Studium an der Universität Leipzig auf. Er widmete sich vor allem Studien in Geographie (bei Friedrich Ratzel) und Geschichte (bei Karl Lamprecht) und promovierte 1895 mit der Arbeit Die überseeischen Unternehmungen der Augsburger Welser. Hantzsch erkrankte um 1895 an Tuberkulose, Kuraufenthalte u. a. in Davos, unterbrachen seine Tätigkeit. Zum Neujahrstag 1902 wurde er krankheitsbedingt in den Ruhestand versetzt. Bereits seit 1899 arbeitete er auf Empfehlung des mit ihm freundschaftlich verbundenen Professors Ratzel als freiberuflicher wissenschaftlicher Hilfsarbeiter an der Königlichen Öffentlichen Bibliothek Dresden in der Kartensammlung, deren Katalogisierung und Ordnung er durchführte. Bald leitete er auch die etwa 30.000 Blätter zählende Kartensammlung. Zusätzlich wurde ihm 1900 die vorläufige Ordnung des Materials für die „Bibliographie der sächsischen Geschichte“ anvertraut.
Seit 1899 war er ständiger Mitarbeiter des Literarischen Zentralblattes für Deutschland, zudem war er Mitarbeiter der Allgemeinen Deutschen Biographie (ADB) und des Biographischen Jahrbuchs und Deutschen Nekrologs.
Sein bedeutendstes Werk ist eine Monographie über Sebastian Münster.
Die Hantzschstraße in Dresden ist nach ihm sowie seinem Vater und seinem Bruder Bernhard Hantzsch benannt.

## Schriften
- Deutsche Reisende des sechzehnten Jahrhunderts (= Leipziger Studien aus dem Gebiet der Geschichte. Band 1, Heft 4, ZDB-ID 513353-1). Duncker & Humblot, Leipzig 1895, (Digitalisat).
- Viktor Hantzsch: Sebastian Münster. Leben, Werk, wissenschaftliche Bedeutung (= Abhandlungen der Philologisch-Historischen Classe der Königlich Sächsischen Gesellschaft der Wissenschaften. Band 41, 3, ISSN 2700-9505). Teubner, Leipzig 1898, (Digitalisat).
- als Herausgeber mit Ludwig Schmidt: Kartographische Denkmäler zur Entdeckungsgeschichte von Amerika, Asien, Australien und Afrika. Aus dem Besitz der Königlichen Öffentlichen Bibliothek zu Dresden. Hiersemann, Leipzig 1903.
- Die Landkartenbestände der Königlichen Öffentlichen Bibliothek zu Dresden. Nebst Bemerkungen über Einrichtung und Verwaltung von Kartensammlungen (= Zentralblatt für Bibliothekswesen. Beiheft. 28, ). Harrassowitz, Leipzig 1904, (Digitalisat).
- Dresdner auf Universitäten vom 14. bis zum 17. Jahrhundert (= Mitteilungen des Vereins für Geschichte Dresdens. Heft 19, ZDB-ID 500404-4). Baensch, Dresden 1906, (Digitalisat).
- als Herausgeber: Die ältesten gedruckten Karten der sächsisch-thüringischen Länder. (1550–1593) (= Schriften der Königlich Sächsischen Kommission für Geschichte. 12, ZDB-ID 573523-3). Teubner, Leipzig 1905.
- Ratzel-Bibliographie. 1867–1905. In: Friedrich Ratzel: Kleine Schriften. Band  2. Oldenbourg, München u. a. 1906, separate Zählung.